# Curación de la oreja de Malco

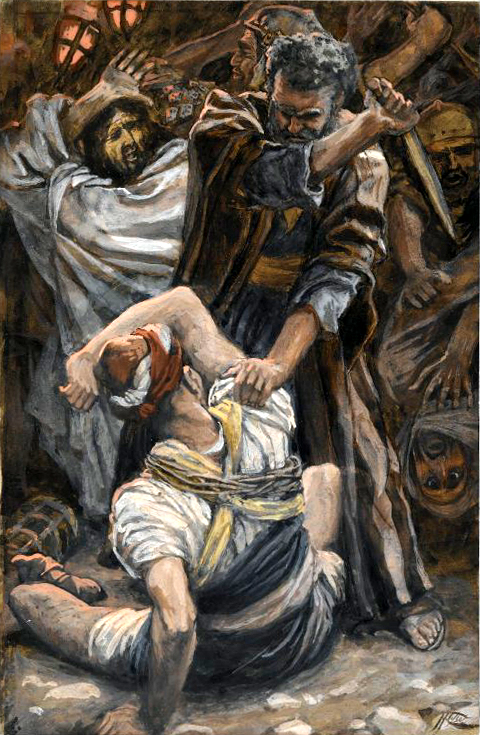
Museo de Brooklyn - La oreja de Malchus (L'oreille de Malchus) – James Tissot

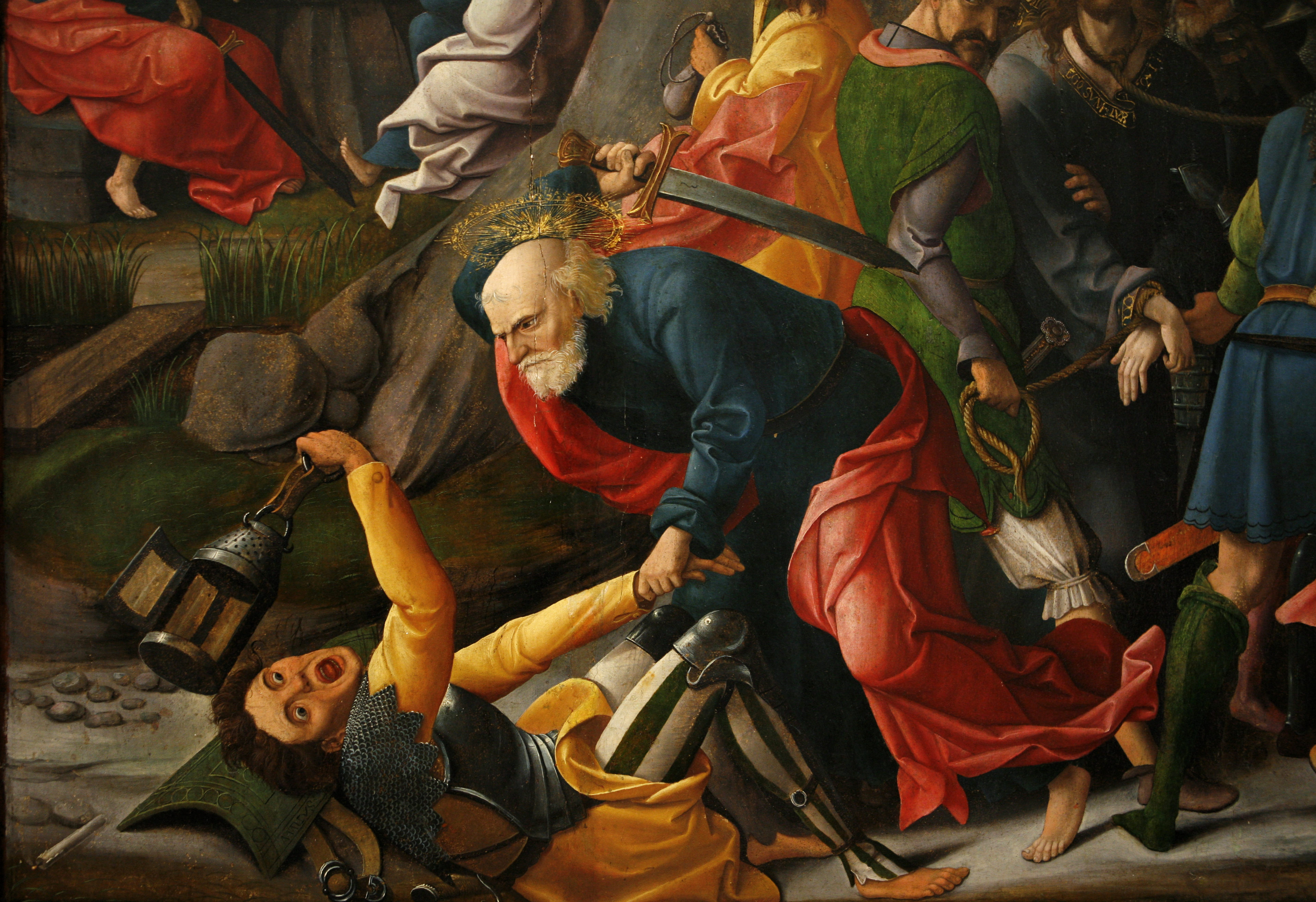
Una representación de Pedro golpeando a Malco (Museo de Bellas Artes de Dijon)

La curación de la oreja de Malco ( /ˈmælkəs/) uno de los milagros de Jesús en los cuatro Evangelios de san Mateo, san Marcos, san Lucas, san Juan, en 26:51, 14:47, 22:50–51 y 18:10–11 9. Además, el Evangelio de Lucas es el único evangelio que dice que Jesús curó al siervo. Este fue el último milagro registrado de Jesús antes de su resurrección.
Malco era el sirviente del judío Sacerdote Mayor Caifás que participó en el arresto de Jesús, tal como está escrito en los cuatro evangelios. Según la Biblia, uno de los discípulos, Simón Pedro, estando armado con una espada, le cortó la oreja al siervo en un intento de impedir el arresto de Jesús.

## Texto bíblico
Los textos bíblicos de los cuatro evangelistas son los siguientes:
- Según San Mateo (26:47-54)

Todavía estaba hablando, cuando llegó Judas, uno de los doce, acompañado de un gran tropel de gente con espadas y palos, enviados por los príncipes de los sacerdotes y por los ancianos del pueblo. El que le entregó les había dado esta señal: «Al que yo bese, ése es: prendedlo». Y enseguida se acercó a Jesús y le dijo: —Salve, Rabbí —y le besó. Pero Jesús le dijo: —Amigo, ¡haz lo que has venido a hacer! Entonces, se acercaron, echaron mano a Jesús y lo apresaron. De pronto, uno de los que estaban con Jesús se llevó la mano a la espada, la desenvainó, e hirió al criado del sumo sacerdote, cortándole la oreja. Entonces le dijo Jesús: —Vuelve tu espada a su sitio, porque todos los que recurren a la espada, a espada perecerán. ¿O piensas que no puedo acudir a mi Padre y al instante pondría a mi disposición más de doce legiones de ángeles? Entonces, ¿cómo se van a cumplir las Escrituras, según las cuales tiene que suceder así? En aquel momento le dijo Jesús a la gente: —¿Como contra un ladrón habéis salido con espadas y palos a prenderme? Todos los días me sentaba a enseñar en el Templo, y no me prendisteis. Todo esto sucedió para que se cumplieran las Escrituras de los Profetas. Entonces todos los discípulos lo abandonaron y huyeron.

- Según San Marcos (14:43-52)

Todavía estaba hablando, cuando de repente llegó Judas, uno de los doce, acompañado de un tropel de gente con espadas y palos, enviados por los príncipes de los sacerdotes, por los escribas y por los ancianos. El que lo entregó les había dado esta señal: «Al que yo bese, ése es; prendedlo y llevadlo bien custodiado». Y nada más llegar se acercó y le dijo: —Rabbí —y le besó. Entonces le echaron mano y lo apresaron. Pero uno de los que le rodeaban, desenvainando la espada, hirió al criado del sumo sacerdote y le cortó la oreja. En respuesta Jesús les dijo: —¿Como contra un ladrón habéis salido con espadas y palos a prenderme? Todos los días estaba entre vosotros en el Templo enseñando, y no me prendisteis. Pero que así se cumplan las Escrituras. Entonces, lo abandonaron y huyeron todos. Y un joven, que se cubría el cuerpo tan sólo con una sábana, le seguía. Y lo agarraron. Pero él, soltando la sábana, se escapó desnudo.

- Según San Lucas (22:47-53)

Todavía estaba hablando, cuando de pronto llegó un tropel de gente. El que se llamaba Judas, uno de los doce, los precedía y se acercó a Jesús para besarle. Jesús le dijo: —Judas, ¿con un beso entregas al Hijo del Hombre? Los que estaban a su alrededor, al ver lo que iba a suceder, dijeron: —Señor, ¿atacamos con la espada? Y uno de ellos hirió al criado del sumo sacerdote y le cortó la oreja derecha. Pero Jesús, en respuesta, dijo: —¡Dejadlo ya! — y tocándole la oreja, lo curó. Dijo después Jesús a los que habían venido contra él, príncipes de los sacerdotes, oficiales del Templo y ancianos: —¿Como contra un ladrón habéis salido con espadas y palos? Mientras estaba con vosotros todos los días en el Templo, no alzasteis las manos contra mí. Pero ésta es vuestra hora y el poder de las tinieblas.

- Según San Juan (18:1-12)

Dicho esto, salió Jesús con sus discípulos al otro lado del torrente Cedrón, donde había un huerto en el que entraron él y sus discípulos. Judas, el que le iba a entregar, conocía el lugar, porque Jesús se reunía frecuentemente allí con sus discípulos. Entonces Judas se llevó con él a la cohorte y a los servidores de los príncipes de los sacerdotes y de los fariseos, y llegaron allí con linternas, antorchas y armas. Jesús, que sabía todo lo que le iba a ocurrir, se adelantó y les dijo: —¿A quién buscáis? —A Jesús el Nazareno —le respondieron. Jesús les contestó: —Yo soy. Judas, el que le iba a entregar, estaba con ellos. Cuando les dijo: «Yo soy», se echaron hacia atrás y cayeron en tierra. Les preguntó de nuevo: —¿A quién buscáis? — A Jesús el Nazareno —respondieron ellos. Jesús contestó: —Os he dicho que yo soy; si me buscáis a mí, dejad marchar a éstos. Así se cumplió la palabra que había dicho: «No he perdido a ninguno de los que me diste». Simón Pedro, que llevaba una espada, la sacó, hirió al criado del sumo sacerdote y le cortó la oreja derecha. El criado se llamaba Malco. Jesús le dijo a Pedro:—Envaina tu espada. ¿Acaso no voy a beber el cáliz que el Padre me ha dado? Entonces la cohorte, el tribuno y los servidores de los judíos prendieron a Jesús y le ataron.

## Interpretación de la Iglesia católica
La escena, rica en contrastes, manifiesta la grandeza del Señor. Judas, con un beso, signo de amistad y veneración, le traiciona (v. 49); en cambio, para Jesús, Judas es el amigo que no conoce siquiera su verdadera función en el drama (v. 50). Jesús es apresado a escondidas (v. 55), por un gran gentío armado (v. 47), aunque una sola petición suya al Padre echaría por tierra aquellos planes (v. 53). Los discípulos estaban aprestados para la ocasión (cfr 26,35) y uno de ellos —Pedro, según recuerda Jn 18,10— desenvaina la espada (v. 51). Pero Jesús no ofrece resistencia, se entrega porque quiere, porque su decisión de cumplir las Escrituras (vv. 54.56) es irrevocable aunque sea con la entrega de su vida (cfr 26,42): «Porque, siendo Dios, se hizo hombre y con su voluntad humana se sometió, haciéndose obediente a ti, Dios, su Padre» .
El sobrio relato del prendimiento parece indicar que Jesús lo había esperado y no ofrece resistencia. Por eso, por encima de la traición de Judas y de la doblez de quienes van a prenderle de noche, Jesús ve en esos gestos el cumplimiento de las Escrituras (cfr Is 52,13-53,12; Sal 41,10). Sólo Marcos recoge el detalle del joven que escapó desnudo (vv. 51-52). Muchos autores han visto en él una alusión al propio evangelista. En todo caso, representa un intento fallido —al que seguirá enseguida el de Pedro— de seguir a Cristo. En la hora de la entrega, Jesús está solo. Y no podemos olvidar que el camino de Jesús es también el camino del cristiano: «Estar con Jesús es, seguramente, toparse con su Cruz. Cuando nos abandonamos en las manos de Dios, es frecuente que Él permita que saboreemos el dolor, la soledad, las contradicciones, las calumnias, las difamaciones, las burlas, por dentro y por fuera: porque quiere conformarnos a su imagen y semejanza» .
Los cuatro evangelios, al narrar este episodio, guardan el recuerdo tanto de la grandeza de Jesús como de los acontecimientos de aquel momento: la muchedumbre desbocada, la traición de Judas, la herida al criado del sumo sacerdote, etc. En este contexto Lucas se fija además en dos cosas: en la misericordia del Señor que cura al criado herido (v. 51) y en la aparente victoria del diablo (v. 53). Al leer el texto, no se puede dejar de pensar en el
apóstol infiel: Después de ver de cuántas maneras mostró Dios su misericordia con Judas, que de Apóstol había pasado a traidor, al ver con cuánta frecuencia le invitó al perdón, y no permitió que pereciera sino porque él mismo quiso desesperar, no hay razón alguna en esta vida para que nadie, aunque sea como Judas, haya de desesperar del perdón